# Diecezja Caxias do Sul
Diecezja Caxias do Sul (łac. Dioecesis Caxiensis Australis) – diecezja Kościoła rzymskokatolickiego w Brazylii. Należy do metropolii Porto Alegre, wchodzi w skład regionu kościelnego Sul 3. Została erygowana przez papieża Piusa XI bullą Quae spirituali christifidelium w 8 września 1934.

## Główne świątynie
- Katedra: Katedra św. Teresy z Ávili w Caxias do Sul

## Biskupi diecezjalni
- José Baréa (1935–1951)
- Benedito Zorzi (1952–1983)
- Nei Paulo Moretto (1983–2011)
- Alessandro Carmelo Ruffinoni CS (2011–2019)
- José Gislon OFMCap. (od 2019)